# Lo que más me gusta son los monstruos
Lo que más me gusta son los monstruos es la primera novela gráfica de Emil Ferris. Retrata a una joven llamada Karen Reyes que investiga la muerte de su vecina en la década de 1960 en Chicago.
Ferris comenzó a trabajar en la obra después de contraer el virus del Nilo Occidental y quedar paralizada a los 40 años. Asistió a la School of the Art Institute of Chicago para escribir y empezó la novela gráfica que la ayudó a recuperarse en 2010, dedicando seis años en elaborar 700 páginas. La obra se basa en la infancia de Ferris, que creció en Chicago, y en su amor por los monstruos y los medios de comunicación de terror. La publicación tuvo que hacer frente a contratiempos como la necesidad de Ferris de encontrar un nuevo editor y la impresión del primer volumen que se incautó temporalmente de camino al Canal de Panamá.
El primer volumen fue publicado por Fantagraphics Books el 14 de febrero de 2017. La obra recibió en 2017 el Ignatz Award de "Novela Gráfica Destacada" y tres Premios Eisner en 2018, y fue nominada para un Premio Hugo. Lo que más me gusta son los monstruos ha recibido elogios de la crítica y es considerada por muchos críticos como una de las mejores novelas gráficas de 2017. 

## Producción

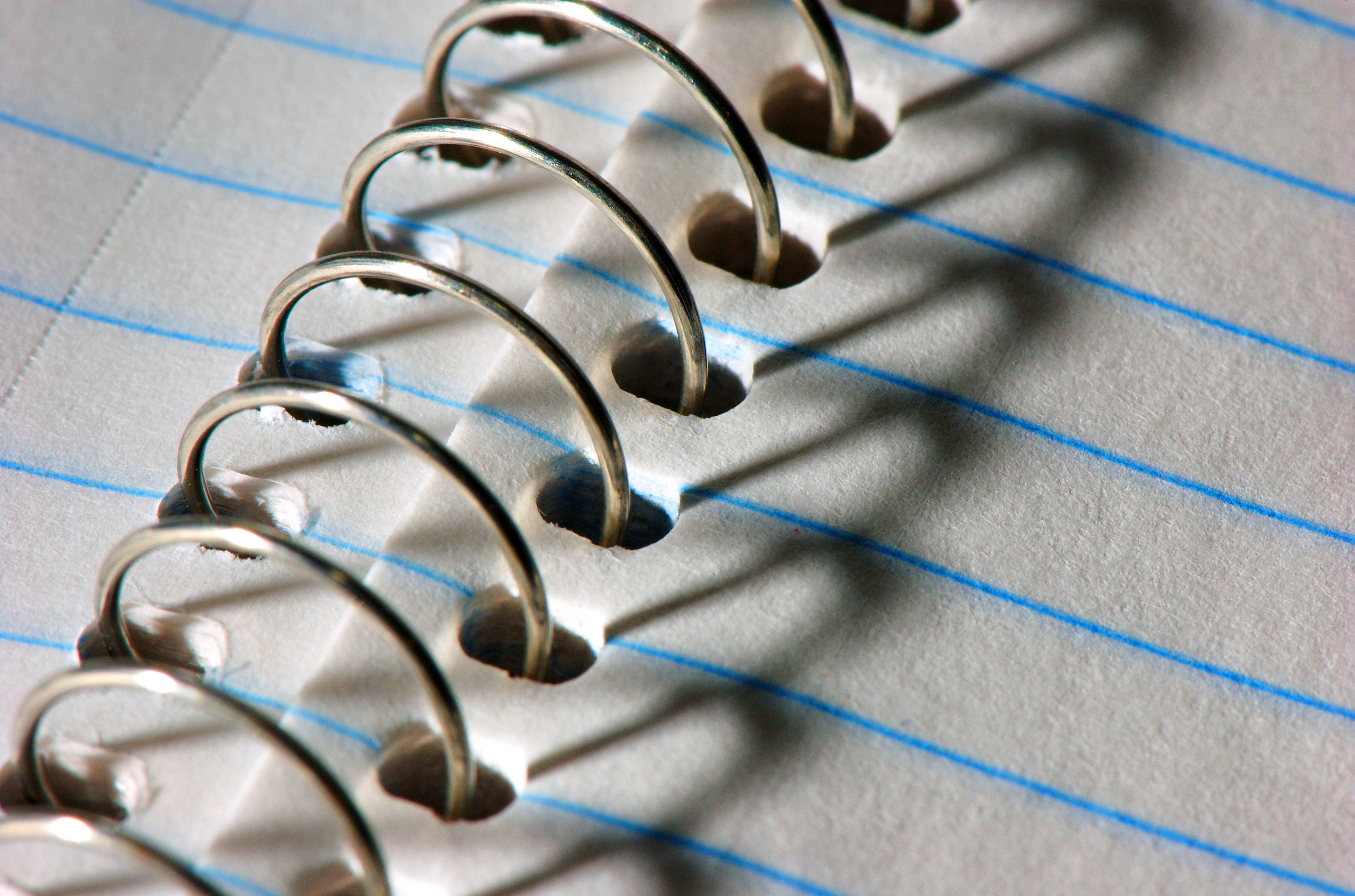
La novela gráfica se presenta como un diario personal escrito en una libreta de espiral

Antes de trabajar en el mundo del cómic, Ferris fue ilustradora y diseñadora de juguetes. Después de contraer el virus del Nilo Occidental a los 40 años en 2002, Ferris quedó paralizada de la cintura para abajo y perdió el uso de su mano derecha, lo que le impidió dibujar y trabajar como autónoma. El origen de Lo que más me gusta son los monstruos fue un guion que Ferris escribió sobre "una mujer lobo lesbiana que era protegida por los brazos protectores de un chico trans Frankenstein". El tema de dos forasteros se trasladó a un cuento que escribió en 2004. Mientras asistía a la School of the Art Institute of Chicago para una maestría en escritura creativa, Ferris aprendió a dibujar de nuevo y comenzó a trabajar en Lo que más me gusta son los monstruos para recuperarse. Desde 2010, Ferris tardó seis años en completar el manuscrito. Su tesis formó las primeras 24 páginas de la novela gráfica y la aseguró su publicación. Ferris solía trabajar 16 horas al día y vivía muy frugalmente mientras trabajaba en la novela gráfica, creando una página cada dos días de promedio. Ferris dijo que el proceso de dibujo requería un esfuerzo para manipular correctamente su mano de dibujo, que, incluso después de la recuperación, no recuperó la misma destreza.
Muchos aspectos de la novela gráfica están inspirados en la infancia de Ferris, que estaba obsesionada con los monstruos cuando era niña, ansiosa por ver el programa de televisión Creature Features los sábados por la noche, que tenía monstruos por los que lloraba. Ferris tenía escoliosis y para llamar la atención en el patio de recreo, contaba historias de fantasmas y de terror. El retrato de la protagonista Karen como mujer lobo refleja cómo Ferris se veía a sí misma como una niña, viendo el opresivo papel social que su bella madre, así como otros humanos, tuvieron que desempeñar. La novela gráfica se desarrolla en Chicago a finales de los años 60, y Ferris creció en el barrio Uptown de Chicago.  Sus padres eran artistas, y a menudo visitaba su alma mater, el Instituto de Arte de Chicago, que aparece en la novela gráfica. De niña, Ferris formó parte de una compañía teatral cerca del Cementerio de Graceland -que visitó con la esperanza de encontrar monstruos o un fantasma- y la novela gráfica incluye la escultura del Eterno Silencio del cementerio. Ferris adquirió una comprensión de la Segunda Guerra Mundial al hablar con los sobrevivientes del Holocausto que vivían en el vecindario de Rogers Park al que se había mudado. Visitaba al dueño de una galería que tenía un tatuaje con un número de identificación, y hablaba con los sobrevivientes ancianos, formando una conexión entre sus experiencias y los monstruos.
En cuanto a las influencias artísticas, Ferris conoció de niña las obras de Francisco de Goya y Honoré Daumier así como el Dickens Ilustrado de Collier. Los dibujos "articulados y atmosféricos" de este último eran una experiencia que Ferris quería replicar. Los dibujantes que influyeron en ella fueron Robert Crumb, Alison Bechdel y Art Spiegelman. También ha citado carteles de películas de terror e historias de EC Comics como influencias para las portadas simuladas. 
Como el dibujo directo en papel de cuaderno dificultaba las correcciones, Ferris utilizó una capa de dibujo sobre una capa de cuaderno. Ferris no usaba contornos al dibujar, sino que dejaba que las imágenes que se evocaban se acumularan visualmente en su cabeza. La presentación de la novela gráfica como un diario en espiral era un aspecto autobiográfico, con las compañeras de clase de Ferris siempre pasando sus cuadernos. Ferris se abstuvo de los paneles porque sentía que necesitaba libertad y que los lectores necesitaban una experiencia visualmente densa.
A mitad del trabajo de Lo que más me gusta son los monstruos, Ferris tuvo que encontrar un nuevo editor cuando el primero, Other Press, dijo que era demasiado grande y que no podía comercializarlo adecuadamente. Después de recibir 48 rechazos de 50 propuestas, la obra fue recogida por Fantagraphics Books. La novela gráfica tenía originalmente más de 700 páginas, pero Fantagraphics la dividió en dos volúmenes para mantener un precio razonable. La publicación se fijó para el 31 de octubre de 2016, para que coincidiera con la fiesta de Halloween. En octubre, el buque que contenía la tirada de la novela gráfica (10.000 copias) fue incautado en el Canal de Panamá debido a la quiebra de la empresa de carga Hanjin Shipping. Aunque el gobierno panameño liberó el barco a finales de ese mes, la publicación se retrasó debido a que la campaña en los medios de comunicación se aplazó hasta febrero de 2017 en previsión de una reimpresión necesaria. El primer volumen fue finalmente publicado por Fantagraphics el 14 de febrero de 2017. En marzo de 2017, Sony Pictures ganó una subasta de los derechos cinematográficos de la obra, con la producción de Bradley Gallo y Michael Helfant, de Amasia Entertainment. Sam Mendes ha mantenido algunas conversaciones iniciales para encargarse posiblemente de la dirección.
El 3 de noviembre de 2016, con el fin de recaudar fondos para el segundo volumen de la novela gráfica y un ordenador nuevo, Ferris llevó a cabo una campaña de micromecenazgo en GoFundMe, por la que recaudó 11.000 dólares. El segundo volumen fue publicado en 2017 y tuvo una tirada inicial de 30.000. La novela gráfica también ha sido publicada en Francia por Monsieur Toussaint Louverture, en Canadá por Éditions Alto, en Italia por Bao Publishing, en España por Reservoir Books y en Alemania por Panini.

## Recepción

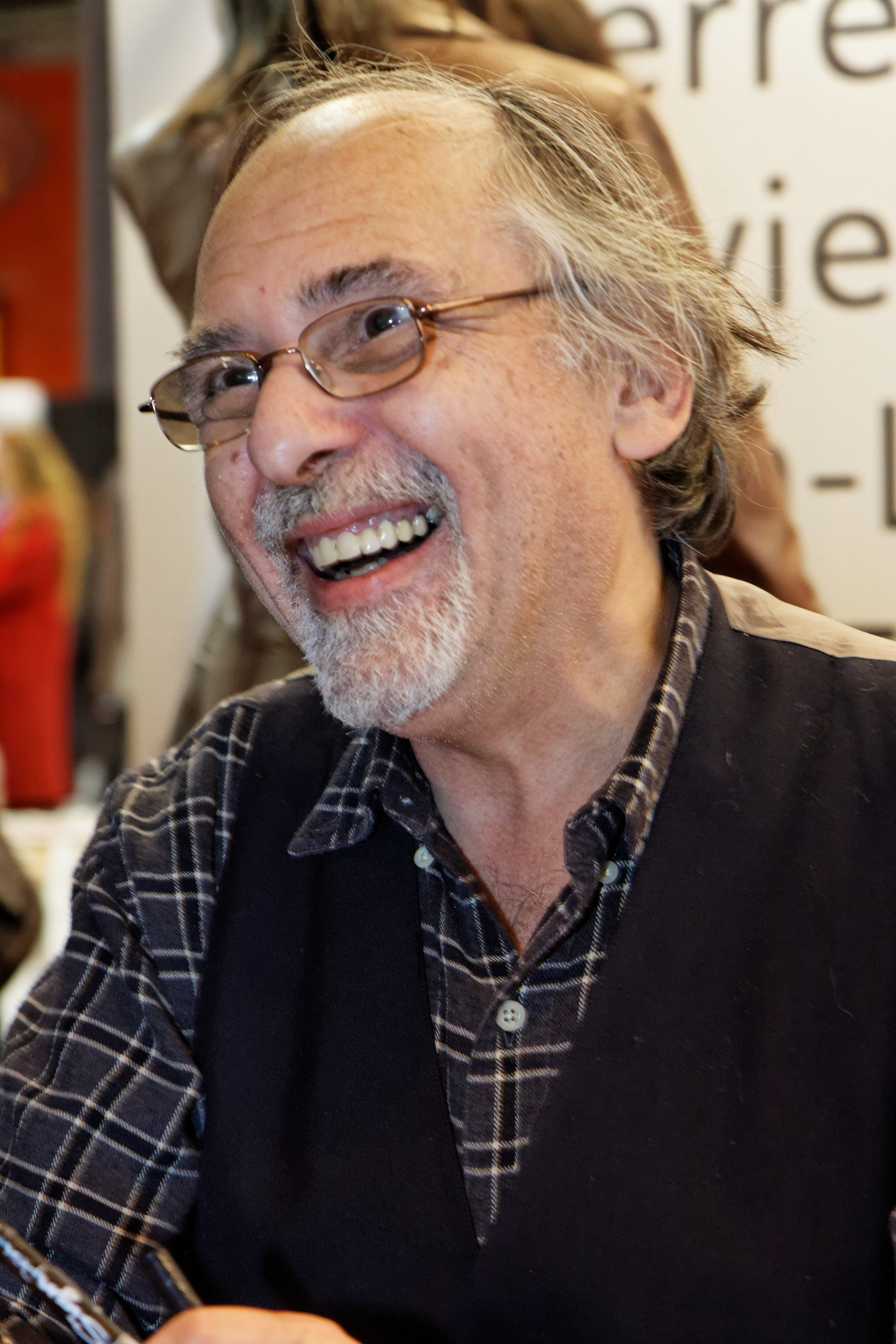
Art Spiegelman, autor de Maus, también ha elogiado la novela gráfica de Ferris.

Lo que más me gusta son los monstruos ha sido aclamada por la crítica, que han destacado la calidad del trabajo artístico y escrito de Ferris pese a su inexperiencia en la publicación de cómics. Douglas Wolk de The New York Times dijo que Ferris tiene una "habilidad de retratista con pequeñas sutilezas de expresión e iluminación y un ojo de nueva objetivista para la grotesqueza cruda de los cuerpos y sus alrededores". La novela gráfica también ha sido recibida positivamente por otros destacados artistas del cómic. Art Spiegelman dijo a The New York Times que Ferris es "una de las artistas de cómic más importantes de nuestro tiempo" y que "utiliza la idea del cuaderno como una forma de cambiar la gramática y la sintaxis de las páginas de los cómics". La portada de la novela gráfica también cuenta con elogios de Chris Ware y Alison Bechdel.
Paul Tumey, de The Comics Journal, comparó el sombreado cruzado utilizado para "delinear vívidamente formas detalladas y evocar una amplia paleta de emociones" con la obra de Robert Crumb y comparó la novela gráfica con un edredón de retazos de su propiedad, llamado "raro, único,[y] elaborado con cariño a partir del cuidado y la devoción". Oliver Sava, de The A.V. Club, calificó la novela gráfica de obra maestra, diciendo que se distingue de las novelas gráficas contemporáneas por su "esplendor visual, ingenio narrativo e impacto emocional", concluyendo que "Ferris se establece inmediatamente como uno de los talentos más excitantes y provocativos de la industria del cómic". John Power de NPR dijo que  "a pesar de su estilístico tour-de-forciness, Lo que más me gusta son los monstruos está lleno de emoción", encontrando que "cada página se siente como si hubiera sido secretada desde el centro mismo del ser de [Ferris']".
Lo que más me gusta son los monstruos ha aparecido en la lista de los más vendidos de Publishers Weekly. En marzo de 2017, la novela gráfica recibió una segunda tirada de 30.000 ejemplares, la mayor segunda impresión que Fantagraphics había realizado nunca. Lo que más me gusta son los monstruos obtuvo tres Premios Ignatz en 2017: "Outstanding Artist" para Ferris y "Outstanding Graphic Novel" para la novela gráfica. La obra fue nominada a cinco Premios Eisner, de los que ganó tres: Mejor novela gráfica, Mejor artista, y Mejor coloreado. También fue nominada para un Premio Hugo a la  mejor historia gráfica en 2018. La novela gráfica ha sido considerada por muchos críticos como una de las mejores de 2017 en: The New York Times, Editores Semanalmente, Comic Book Resources, The A.V. Club, y The Comics Journal. En un listado de los mejores cómics de 2017, Lo que más me gusta son los monstruos fue la novela gráfica más mencionada.